# 伊里尼
伊里尼（法語：Irigny，法語發音：[iʁiɲi] ⓘ）是法国里昂大都会的一个市镇，属于里昂区。

## 地理
伊里尼（45°40'23"N, 4°49'21"E）面积8.84 平方千米，位于法国奥弗涅-罗讷-阿尔卑斯大区里昂大都会，后者为法国的一个特殊地位集体，自2015年脱离罗讷省成立，位于法国中东部，中心城市为里昂。
与伊里尼接壤的市镇（或旧市镇、城区）包括：圣丰、圣热尼拉瓦勒、韦尔奈松、费赞、索莱兹、沙尔利、乌兰-皮埃尔贝尼特。
伊里尼的时区为UTC+01:00、UTC+02:00（夏令时）。

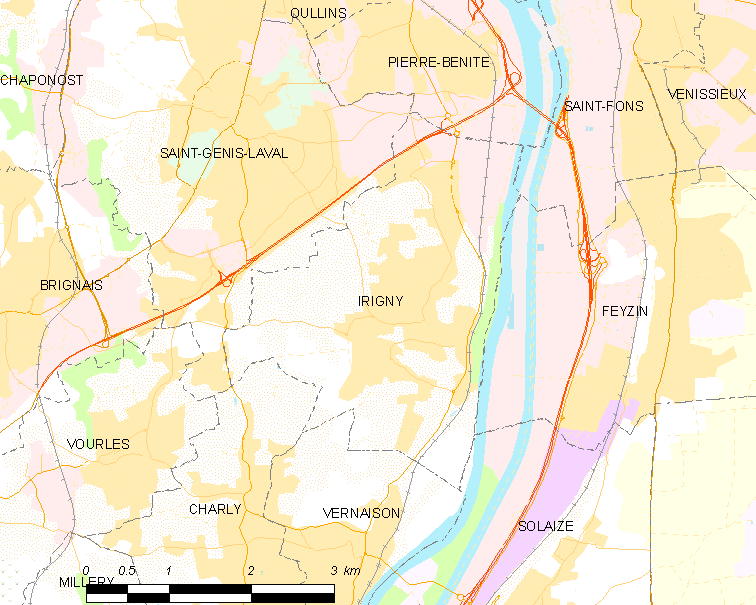
伊里尼的OSM定位图

## 行政
伊里尼的邮政编码为69540，INSEE市镇编码为69100。

## 政治
伊里尼的现任市长为布朗迪娜·弗雷耶（Blandine Freyer）女士，任期为2020-2026年。

## 人口

1962-2008年间伊里尼人口变化图示

伊里尼于2022年1月1日时的人口数量为8909人。